# American Hockey League 1941-1942
La stagione 1941-1942 è stata la 6ª edizione della American Hockey League, la più importante lega minore nordamericana di hockey su ghiaccio. Il 3 febbraio 1942 a Cleveland si disputò il primo AHL All-Star Game fra le selezioni delle due division; la East Division sconfisse la West Division 5-4. La stagione vide al via dieci formazioni e al termine dei playoff gli Indianapolis Capitals conquistarono la loro prima Calder Cup sconfiggendo gli Hershey Bears 3-2.

## Modifiche
- I Philadelphia Ramblers disputarono la stagione 1941-1942 con il nome di Philadelphia Rockets.
- Si iscrissero alla AHL i Washington Lions, prima e unica squadra di Washington nella storia della lega.

## Stagione regolare

### Classifiche
East Division
|  | Pos. | Squadra              | Pt | G  | V  | S  | N | GF  | GS  | DR  |
|  | ---- | -------------------- | -- | -- | -- | -- | - | --- | --- | --- |
|  | 1.   | Springfield Indians  | 67 | 56 | 31 | 20 | 5 | 213 | 167 | +46 |
|  | 2.   | New Haven Eagles     | 56 | 56 | 26 | 26 | 4 | 182 | 219 | -37 |
|  | 3.   | Washington Lions     | 46 | 56 | 20 | 30 | 6 | 160 | 172 | -12 |
|  | 4.   | Providence Reds      | 41 | 56 | 17 | 32 | 7 | 205 | 237 | -32 |
|  | 5.   | Philadelphia Rockets | 26 | 56 | 11 | 41 | 4 | 157 | 254 | -97 |

West Division
|  | Pos. | Squadra               | Pt | G  | V  | S  | N | GF  | GS  | DR  |
|  | ---- | --------------------- | -- | -- | -- | -- | - | --- | --- | --- |
|  | 1.   | Indianapolis Capitals | 75 | 56 | 34 | 15 | 7 | 204 | 144 | +60 |
|  | 2.   | Hershey Bears         | 75 | 56 | 33 | 17 | 6 | 207 | 169 | +38 |
|  | 3.   | Cleveland Barons      | 70 | 56 | 33 | 19 | 4 | 174 | 152 | +22 |
|  | 4.   | Buffalo Bisons        | 56 | 56 | 25 | 25 | 6 | 182 | 157 | +15 |
|  | 5.   | Pittsburgh Hornets    | 51 | 56 | 23 | 28 | 5 | 210 | 223 | -13 |

Legenda:

      Ammesse ai Playoff
Note:

Due punti a vittoria, un punto a pareggio, zero a sconfitta.

### Statistiche
Classifica marcatori
| Giocatore       | Squadra                 | PG | Gol | Assist | Punti |
| --------------- | ----------------------- | -- | --- | ------ | ----- |
| Pete Kelly      | Springfield Indians     | 46 | 33  | 44     | 77    |
| Louis Trudel    | Washington Lions        | 54 | 37  | 29     | 66    |
| John O'Flaherty | Springfield Indians     | 42 | 18  | 44     | 66    |
| Norman Schultz  | Pittsburgh Hornets      | 56 | 27  | 34     | 61    |
| Ab DeMarco      | Providence Reds         | 52 | 23  | 38     | 61    |
| Les Cunningham  | Cleveland Barons        | 56 | 25  | 35     | 60    |
| Norm Burns      | New Haven Eagles        | 35 | 27  | 32     | 59    |
| Kilby MacDonald | 2 franchigie (HER, BUF) | 58 | 28  | 30     | 58    |
| John Sherf      | Pittsburgh Hornets      | 56 | 19  | 37     | 56    |
| Norm Calladine  | Providence Reds         | 56 | 32  | 22     | 54    |
|                 |                         |    |     |        |       |

Classifica portieri
| Giocatore      | Squadra               | PG | MGS  |  |
| -------------- | --------------------- | -- | ---- |  |
| Joe Turner     | Indianapolis Capitals | 52 | 2.46 |  |
| Bert Gardiner  | Washington Lions      | 34 | 2.62 |  |
| Bill Beveridge | Cleveland Barons      | 33 | 2.66 |  |
| Claude Bourque | Buffalo Bisons        | 54 | 2.69 |  |
| Nick Damore    | Hershey Bears         | 56 | 2.94 |  |
|                |                       |    |      |  |

## Playoff
|  | Primo turno | Primo turno           | Primo turno           |                       |               | Semifinali    | Semifinali          | Semifinali |  |  | Calder Cup | Calder Cup | Calder Cup |  |
|  |             |                       |                       |                       |               |               |                     |            |  |  |            |            |            |  |
|  |             |                       |                       |                       |               | E1            | Springfield Indians | 2          |  |  |            |            |            |  |
|  |             |                       |                       |                       |               | E1            | Springfield Indians | 2          |  |  |            |            |            |  |
|  |             |                       | W1                    | Indianapolis Capitals | 3             |               |                     |            |  |  |            |            |            |  |
|  |             |                       |                       | Indianapolis Capitals | 3             |               |                     |            |  |  |            |            |            |  |
|  |             |                       |                       |                       |               |               |                     |            |  |  |            |            |            |  |
|  |             |                       |                       |                       |               |               |                     |            |  |  |            |            |            |  |
|  |             | Indianapolis Capitals | Indianapolis Capitals | 3                     |               |               |                     |            |  |  |            |            |            |  |
|  |             |                       |                       |                       |               |               |                     |            |  |  |            |            |            |  |
|  |             |                       | Hershey Bears         | Hershey Bears         | 2             |               |                     |            |  |  |            |            |            |  |
|  | E2          | New Haven Eagles      | Hershey Bears         | Hershey Bears         | 2             | 0             |                     |            |  |  |            |            |            |  |
|  | E2          | New Haven Eagles      |                       |                       |               |               |                     |            |  |  |            |            |            |  |
|  | W2          | Hershey Bears         | 2                     |                       |               |               |                     |            |  |  |            |            |            |  |
|  | W2          | Hershey Bears         | 2                     |                       | Hershey Bears | Hershey Bears | 2                   |            |  |  |            |            |            |  |
|  |             |                       |                       |                       | Hershey Bears | Hershey Bears | 2                   |            |  |  |            |            |            |  |
|  |             |                       | Cleveland Barons      | Cleveland Barons      | 1             |               |                     |            |  |  |            |            |            |  |
|  | E3          | Washington Lions      | Cleveland Barons      | Cleveland Barons      | 1             | 0             |                     |            |  |  |            |            |            |  |
|  | E3          | Washington Lions      |                       |                       |               |               |                     |            |  |  |            |            |            |  |
|  | W3          | Cleveland Barons      | 2                     |                       |               |               |                     |            |  |  |            |            |            |  |

## Premi AHL
- Calder Cup: Indianapolis Capitals
- F. G. "Teddy" Oke Trophy: Indianapolis Capitals

### Vincitori
| Indianapolis Capitals | Portiere: Joe Turner Difensori: Dick Behling, Doug McCaig, John Ross Attaccanti: Connie Brown, Les Douglas, Joe Fisher, Gus Giesebrech, Harold Jackson, Bill Jennings, Red Keating, Hec Kilrea, Ken Kilrea, Jud McAtee, Joe Sawyer Allenatore: Herbie Lewis |

### AHL All-Star Team
First All-Star Team
- Attaccanti: Pete Kelly • Les Cunningham • Harry Frost
- Difensori: Bill MacKenzie • Frank Beisler
- Portiere: Joe Turner

Second All-Star Team
- Attaccanti: Louis Trudel • Fred Thurier • Joffre Desilets
- Difensori: Fred Robertson • Bob Goldham e Doug McCaig
- Portiere: Claude Bourque